# 민족사회주의여성동맹
민족사회주의여성동맹(독일어: NS-Frauenschaft)은 나치 독일 시대에 독일, 네덜란드, 오스트리아 등 나치 독일의 치하에 있던 국가의 여성들을 상대로 한, 정치 단체이다.
1931년에 설립되었으며, 민족사회주의 독일 노동자당의 치하에 있었다. 이는 여성 민족주의자들을 우대하고, 독일 여성들에게 나치즘을 교육하기 위해 설립되었으며, 제 2차 세계대전에서 나치 독일이 패망함에 따라, 1945년에 해산되었다.